# 广化街道
广化街道是中华人民共和国浙江省温州市鹿城区下辖的一个街道办事处。
2015年8月15日，温州市人民政府批复同意调整松台街道管辖范围，增设广化街道。

## 行政区划
广化街道下辖以下村级行政区划单位：
浦桥社区、翠微新村社区、集善社区、金宅社区、集新社区、月湖社区、打索社区、教场社区、特陶社区、双乐社区、和平路社区和双桥村。